# Маорі островів Кука
Маорі островів Кука (самоназва Māori Kūki 'Āirani) — народ, корінне полінезійське населення островів Кука. Чисельність на островах Кука — близько 9 тис. Внаслідок еміграції багато маорі островів Кука живуть за межами батьківщини, переважно в Новій Зеландії, де на 2008 р. їх налічувалося 58 011 осіб..

## Визначення
Маорі островів Кука переважно називають корінних мешканців південної групи островів Кука, серед яких кількісно й культурно домінують мешканці острова Раратонга. Вони розмовляють полінезійською мовою, близькою до мови новозеландських маорі й таїтянської. В результаті процесів культурної уніфікації до маорі островів Кука стали також зараховувати деяких мешканців північної групи островів, хоча вони користуються відмінним діалектом і відрізняються від мешканців Раратонги за традиційним способом життя. До складу маорі островів Кука, однак, не включають пукапука (атол Пукапука) і тангарева (атол Тангарева), які зберігають власні полінезійські мови й відрізняються за походженням, а також мешканців атолу Палмерстон, що мають мішане європейсько-полінезійське походження.

## Історія
Південна група островів Кука була заселена полінезійцями в IV—VI ст. н. е. Згідно з місцевою традицією предками маорі островів Кука були вихідці з островів Товариства. З кінця XVIII ст. вони мали постійні контакти з європейськими мореплавцями. В 1821 р. на острові Раратонга висадилися британські місіонери. Вони встановили фактичний контроль над місцевим населенням, хоча в 1858—1888 рр. тут існувала монархічна тубільна держава Раратонга. На прохання місцевої королеви Макея Такау, її володіння потрапили під протекторат Великої Британії. В 1901 р.  острови були передані під протекторат Нової Зеландії. 1965 року Острови Кука отримали автономію.

## Культура
В результаті економічних перетворень та еміграції культура маорі островів Кука перебуває в сильній кризі. Традиційно тубільці займалися сільським господарством і рибальством. Землеробство (вирощують кокосову пальму, цитрусові, каву та ін.) все ще залишається важливим заняттям, проте через застарілу систему общинного управління землею воно втрачає свою ефективність. Рибальство більше не практикується. Майже не збереглися й традиційні дерев'яні хати кікав із солом'яними дахами. За свідченням дослідників, швидко втрачаються рідна мова, ремесла, кухня та інші ознаки, які відрізняють маорі від решти полінезійців.
Сім'ї великі розширені. До прийняття християнства в XIX ст. було широко поширене багатоженство. Чоловіки займалися риболовлею й виконували тяжку роботу. Жінки доглядали господарство, в тому числі відповідали за земельний наділ. У наші дні вони зазвичай контролюють сімейний бюджет. Сім'ї за походженням об'єднуються в родинні громади. На чолі громади стоять вожді, які все ще користуються авторитетом серед інших членів громади, але не мають суттєвої політичної або економічної влади. Серед маорі островів Кука існує уявлення, що благородна людина повинен бути товстою. Тому хлопці з юнацького віку підтримують спеціальну дієту. На островах Кука прийнято цілими сім'ями відвідувати церкву й разом відзначати християнські свята.
Краще збереглися пісенні і танцювальні традиції, казки, легенди та сімейні перекази.

## Мова
Мова маорі островів Кука (кукська) належить до малайської-полінезійської групи австронезійських мов. У XIX ст. для неї було створене письмо на основі латиниці. У 1880 р. мовою маорі островів Кука була перекладена Біблія. 2003 року кукська мова набула на Островах Кука офіційного статусу.